# Здание книгоиздательства А. Ф. Девриена
Здание книгоиздательства А. Ф. Девриена — историческое здание в Санкт-Петербурге. Расположено по адресу 4-я линия Васильевского острова, дом 13. Построено архитектором Г. Д. Гриммом в начале XX века.

## История и архитектура
Первоначально участок, где расположено нынешнее здание, вместе с соседним (дом № 11) составлял единое владение. Во второй половине XVIII — начале XIX веков он принадлежал английскому предпринимателю и владельцу канатной фабрики Д. Гилмору. В 1830—1860-х годах участком владел механик Клейнворт.
В 1913—1914-х годах новый хозяин участка — предприниматель швейцарского происхождения Альфред Фёдорович Девриен — возвёл четырёхэтажный дом для собственного книгоиздательства, выпускавшего в Санкт-Петербурге книги по сельскому хозяйству, естествознанию и географии. Архитектором выступил Герман Гримм, спроектировавший здание в стиле модерна. Фасады получили оттенок модернизированной неоклассики, сочетая в себе элегантное и рациональное.
Первоначально Девриен торговал книгами в доме на 3-й линии Васильевского острова, где проживал сам. В 1881 году он приобрел и перестроил четырёхэтажный дом напротив Румянцевского сада, где разместил новый книжный магазин. В начале XX века он вместе с сыновьями Альфредом и Вильгельмом учредил торговый дом «А. Ф. Девриен» и начал сооружение нового большого здания для своей фирмы. Основную часть построенного дома на 4-й линии заняла контора книгоиздательства, а в находившихся во дворе флигелях расположились типография, переплётная мастерская и склады.
После революции Девриен уехал за границу. Здание было национализировано. В 1930-х годах в этом доме работало ателье готового платья, в 1980—1990-х — размещался коллектор детских и школьных библиотек, а также Василеостровский молодёжный центр. Позднее помещения здесь занимал бизнес-центр «Абакус-хаус». С 2010-х годов здание вновь перешло в государственную собственность, в нём поначалу разместилось управление Федеральной антимонопольной службы по Санкт-Петербургу, а позже — Санкт-Петербургский ЦНТИ, филиал ФГУ «РЭА» Минэнерго России.
В 2001 году дом включён КГИОПом в «Перечень вновь выявленных объектов, представляющих историческую, научную, художественную или иную культурную ценность».